# Trypanognathus
Trypanognathus is een geslacht van uitgestorven temnospondyle Batrachomorpha (basale 'amfibieën') dat behoort tot de Dvinosauria. Het leefde tussen het Laat-Carboon en het Vroeg-Perm (ongeveer 300 - 298 miljoen jaar geleden) en fossiele overblijfselen zijn gevonden in Duitsland.

## Naamgeving
De typesoort Trypanognathus remigiusbergensis werd benoemd en beschreven in 2019 door Rainer R. Schoch en Sebastian Voigt. De geslachtsnaam betekent 'doorboorde kaak' in het Grieks, een verwijzing naar de doorboringen in de praemaxillae waarin de slagtanden van de onderkaken pasten. De soortaanduiding verwijst naar de  Remigiusberg-Rammelskopf-vindplaats. Het holotype is UGKU 2394, een schedel, schoudergordel, wervelbogen en delen van de linkerachterpoot. Deze fossiele overblijfselen uit Duitsland zijn gevonden in bodems van het Laat-Carboon (Asselien) of Vroeg-Perm.

## Beschrijving
Trypanognathus moet vaag op een salamander hebben geleken, met een langwerpig lichaam en tamelijk korte maar goed verbeende poten; de schedel was iets meer dan tien centimeter lang en het hele dier werd geen meter lang. De schedel had een vrij korte snuit, vergelijkbaar met die van de bekende Trimerorhachis, maar verschilde echter in de structuur van het achterhoofd en het verhemelte. Een van de afgeleide kenmerken van Trypanognathus was de aanwezigheid van inkepingen in het spleniale om de vomerine tanden te huisvesten wanneer de mond gesloten was, vergelijkbaar met de aanwezigheid van inkepingen in de premaxilla die de accommodatie van de mandibulaire symphysis-tanden mogelijk maakten. Trypanognathus leek op andere dvinosauriërs vanwege de afwezigheid van een inkeping in het squamosum, de aanwezigheid van een langwerpige basipterygoïde uitsteeksel en een verkorte tak van het verhemeltebeen die de ectopterygoïde bereikt, de afwezigheid van denticula op de pterygoïde en de aanwezigheid van grote palatinale hoektanden. De wervelkolom omvatte ongeveer achtentwintig presacrale wervels, met grote pleurocentra die aan hun onderzijden de intercentra raakten.

## Classificatie
Trypanognathus was een vertegenwoordiger van de Dvinosauria, een groep kleine tot middelgrote temnospondyle 'amfibieën', typisch voor het Laat-Paleozoïcum; Fylogenetische analyses geven aan dat Trypanognathus een nogal afgeleide dvinosauriër was en werd gevonden boven een clade met inbegrip van Trimerorhachis, Neldasaurus en Erpetosaurus, aan de basis van de breedkoppige dvinosauriërs.

## Paleoecologie
Trypanognathus was een lid van een tetrapode fauna die sterk leek op de vroege tetrapode fauna's van het Perm in Noord-Amerika: zowel gedeelde sphenacodontide en edaphosauride synapsiden, evenals eryopide temnospondylen. Trypanognathus moet een klein aquatisch roofdier zijn geweest.